# لئوناردو بلانچارد
لئوناردو بلانچارد (انگلیسی: Leonardo Blanchard؛ زادهٔ ۶ مهٔ ۱۹۸۸) بازیکن فوتبال اهل ایتالیا است.
از باشگاه‌هایی که در آن بازی کرده‌است می‌توان به باشگاه فوتبال آلساندریا، باشگاه فوتبال فروزینونه، باشگاه فوتبال برشا، باشگاه فوتبال روبور سیه‌نا، و باشگاه فوتبال یو. اس. پرگولیتزه اشاره کرد.